# Kim Su-Ok
Kim Su-Ok (25 de abril de 1983) es una deportista surcoreana que compitió en taekwondo. Ganó una medalla de oro en los Juegos Asiáticos de 2002 en la categoría de –67 kg.

## Palmarés internacional
| Juegos Asiáticos | Juegos Asiáticos      | Juegos Asiáticos | Juegos Asiáticos |
| Año              | Lugar                 | Medalla          | Categoría        |
| ---------------- | --------------------- | ---------------- | ---------------- |
| 2002             | Busan (Corea del Sur) | Medalla de oro   | –67 kg           |